# Anastasia Flußmann
Stanisława Flußmann (geboren 2. Juni 1892 in Zielona, heute Ukraine; gestorben 14. Dezember 1973 in Waycross, Georgia, Vereinigte Staaten) war eine österreichische Tischtennisspielerin polnischer Abstammung, die unter dem Namen Anastasia Flußmann (Flussmann) an den Weltmeisterschaften 1926, 1929 und 1933 teilnahm und dabei eine Bronzemedaille gewann.

## Leben und Karriere
Unter dem Namen Stanisława Taube im damals polnischen und heute westukrainischen Zielona (Galizien) geboren und mosaischer Konfession, heiratete sie in jungen Jahren den promovierten Kaufmann, Sensal und Juristen Adolf Reiss. Aus der Ehe entstammte die einzige Tochter Erika (geboren 1913 in Lemberg), die im Sommer 1938 ihr Pharmaziestudium an der Universität Wien abschloss und wenig später nach Palästina emigrierte. Spätestens 1916 siedelte sie mit ihrer Tochter nach Wien über und lebte mehr als zwanzig Jahre lang in der Paffrathgasse im 2. Gemeindebezirk Leopoldstadt. Die erste Ehe wurde im Jahr 1920 geschieden, am 20. Dezember 1925 heiratete sie in der Bundeshauptstadt den Tischtennisnationalspieler Paul Flußmann (1900–1977).
Ihren größten Karriereerfolg erreichte Flußmann bei der ersten Tischtennisweltmeisterschaft 1926 im englischen London: Im Einzel gelangte sie nach Siegen über D. E. Wynter (21:13, 21:11) und J. Hansor (16:21, 21:11, 21:18) ins Halbfinale; dort unterlag Flußmann der Engländerin Doris Gubbins (14:21, 15:21) und sicherte sich damit die Bronzemedaille. Im gemischten Doppel verlor das Ehepaar Flußmann bereits in der ersten Runde gegen Roland Jacobi/Linda Gleeson (10:21, 14:21). Bei der Weltmeisterschaft 1929 im ungarischen Budapest scheiterte Flußmann sowohl im Einzel gegen Ilona Zádor (15:21, 12:21, 16:21) als auch im Doppel mit Josefine Kolbe gegen Mária Mednyánszky/Anna Sipos (16:21, 12:21, 11:21) jeweils in der ersten Runde. Ebenfalls bei der Weltmeisterschaft 1933 im niederösterreichischen Baden musste sie sich sowohl im Einzel gegen Mária Mednyánszky (12:21, 6:21, 7:21) als auch im Doppel mit ihrer Landsfrau Valerie Reiss gegen Emilné Rácz/Magda Gál (8:21, 9:21, 15:21) im ersten Spiel geschlagen geben. Nach Angaben von Zeitzeugen verwendete Flußmann zur Verdeckung ihrer polnischen Abstammung bei (internationalen) Turnieren den Vornamen „Anastasia“.
Das Ehepaar Flußmann spielte auf Vereinsebene zunächst für den SC Makkabi Wien und erreichte bei den österreichischen Meisterschaften im April 1927 das Finale im gemischten Doppel; dort unterlagen sie Hans Löwy/Gertrude Wildam. Flußmann nahm außerdem an mehreren Länderkämpfen teil. Im Mai 1928 wechselte das Ehepaar gemeinsam zum SC Hakoah Wien, der einem zeitgenössischen Bericht zufolge „durch die beiden sympathischen Spieler eine überaus große Verstärkung“ erhielt. Im Jahr 1932 wurde dem Ehepaar Flußmann, das seit einigen Jahren einen Tischtennissalon in der Taborstraße betrieb, zeitweise der Amateurstatus aberkannt. Im Juni 1933 erklärte der Österreichische Tischtennisverband (ÖTTV) das Ehepaar schließlich zu den ersten Professionals des Landes, sodass sie fortan von der Teilnahme an Amateurturnieren ausgeschlossen waren.
Wegen befürchteter Repressionen aufgrund ihres jüdischen Glaubens emigrierte das Ehepaar Flußmann im Herbst 1938 in die Vereinigten Staaten. Mit der SS Pennland starteten sie am 29. Oktober im belgischen Antwerpen und erreichten am 8. November 1938 den New Yorker Hafen an der Anlegestelle von Hoboken (New Jersey). Im März 1939 stellte Flußmann einen Antrag auf Einbürgerung in den Vereinigten Staaten. Nachdem das Ehepaar zunächst im New Yorker Stadtbezirk Bronx und anschließend in Yonkers (Bundesstaat New York) gewohnt hatte, ließen sie sich im Jahr 1941 in Waycross (Georgia) nieder. Flußmann, in anglisierter Schreibweise Stanislava „Stan“ Tiube Flussman, war Mitglied des Waycross Hebrew Center und arbeitete lange Jahre als Verkäuferin für das Kosmetikunternehmen Avon Products. Sie verstarb nach langer Krankheit im Alter von 81 Jahren im Waycross Memorial Hospital und wurde auf dem Oakland Cemetery begraben.